# Truste dos royalties de fosfato de Nauru
O truste dos royalties de fosfato de Nauru (NPRT) é um fundo soberano desenvolvido pelo governo da República de Nauru, no qual o governo investiu os lucros da empresa de mineração estatal Corporação de Fosfato de Nauru. Esse dinheiro foi reinvestido em um portfólio imobiliário, entre outras coisas, para fornecer ao governo uma renda nacional confiável após o esgotamento de fosfatos mineráveis na ilha. Embora, ao mesmo tempo, tenha sido bem-sucedida, a má administração e a corrupção acabaram por levar à falência o fundo, praticamente levando à falência toda a República. 
A responsabilidade pelo truste é do Ministério do Truste dos Royalties de Fosfato de Nauru, um cargo do gabinete executivo nauruano. Atualmente, o escritório é dirigio pelo Ministro de Telecomunicações de Nauru, Shadlog Bernicke.

## Começo
Em 1970, o novo governo independente de Nauru comprou os direitos de mineração para as lucrativas minas de fosfato da ilha de seu governante colonial anterior, na Austrália, por A$ 21 milhões. 
As minas trouxeram uma riqueza considerável para a pequena ilha de Nauru, com a indústria arrecadando cerca de US$ 100 - 120 milhões anualmente. As despesas anuais do governo totalizavam cerca de A$ 30 milhões, dando assim à república cerca de A $ 80 milhões por ano. Esse excedente foi adicionado ao truste. 

## Apogeu
No auge da riqueza do fundo, o NPRT tinha investimentos no total de US$ 1 bilhão. Esses investimentos incluíram propriedades na Austrália, Filipinas, Guam e EUA. Uma lista parcial de investimentos internacionais inclui: 
- Fiji: The Grand Pacific Hotel
- Índia: Fosfato Paradeep
- Nova Zelândia: Auckland Sheraton Hotel, Roturua Sheraton Hotel
- Filipinas: Manila Pacific Star Hotel, Filipinas Fosfato e fertilizantes
- Estados Unidos contíguos: Pacific House (Washington), Singer Building Development (665 acres - Houston), Propriedade Hillside (600 acres - Oregon)
- Havaí: Nauru Tower, Hawaiki Tower
- Guam: Pacific Star Hotel
- Reino Unido: 3 Chesham Street (Londres)
- Samoa: propriedades em Vaitele e Sogi
- Austrália: Nauru House (Melbourne) - (este empreendimento era conhecido como a "joia da coroa" das propriedades no exterior de Nauru)

## Má gestão
Com essa grande riqueza, cidadãos e funcionários do governo ostentavam, o que estourou orçamentos ano após ano, o que fez com que o governo começasse a emprestar dinheiro para complementar seus enormes gastos. O serviço público tinha mais de 1.500 funcionários (em um país com uma população inferior a 10.000) e o governo registrou déficits de A$ 10 milhões nos anos 90.
Eventualmente, mais de US$ 200 milhões foram emprestados. Para consolidar essa dívida e pagar juros, o governo pediu um empréstimo de A$ 240 milhões da General Electrics Capital Division, que foi cobrado contra o portfólio imobiliário internacional do país.     

## Queda
O fim da mineração em Nauru combinado com os déficits orçamentários em execução dificultava o pagamento de suas dívidas. Os credores internacionais não estavam recebendo pagamentos, adquirindo direitos sobre todo o portfólio imobiliário de Nauru e até mesmo apreendendo a única aeronave da Air Nauru. 

## "O paradoxo"
Em 1962, bem antes de Nauru assumir a indústria de fosfato e alcançar a independência, as Nações Unidas ofereceram uma nota cautelosa: 
O problema de Nauru apresenta um paradoxo. O impressionante contraste é entre um estado de coisas superficialmente feliz e um futuro incerto e até alarmante. . . Mas essa imagem de paz, bem-estar e segurança é enganosa. Na verdade, é um paraíso falso. Pois essas pessoas gentis são dominadas pelo conhecimento de que o presente feliz estado de coisas não pode continuar.
| N   | Nome            | Tomou posse      | Escritório esquerdo |
| --- | --------------- | ---------------- | ------------------- |
| 1 1 | Buraro Detudamo | Janeiro de 1962  | Dezembro de 1976    |
| 2   | Kinza Clodumar  | Dezembro de 1976 | Abril de 1978       |
| 3   | Ruben Kun       | Abril de 1978    | Maio de 1978        |
| 4   | Derog Gioura    | 1978             | Dezembro 1986       |
| 5   | Vinson Detenamo | 1986             | Dezembro 1989       |
| 6   | Remy Namaduk    | 1999             | 2000                |
| 7   | Ludwig Scotty   | Março de 2000    | Maio de 2003        |
| 8   | David Adeang    | Maio de 2003     | Agosto de 2003      |
| 9   | Baron Waqa      | Abril de 2004    | 2004                |
| 10  | Kieren Keke     | Dezembro de 2004 | Novembro 2019       |
| 11  | Martin Hunt     | 2019             |                     |